# Jamal Khalil
Pour les articles homonymes, voir Khalil.
 (juin 2024).
 (juin 2022).
 (juin 2022).
Si vous disposez d'ouvrages ou d'articles de référence ou si vous connaissez des sites web de qualité traitant du thème abordé ici, merci de compléter l'article en donnant les références utiles à sa vérifiabilité et en les liant à la section « Notes et références ».
 (juin 2022).
La mise en forme du texte ne suit pas les recommandations de Wikipédia : il faut le « wikifier ».
Les points d'amélioration suivants sont les cas les plus fréquents. Le détail des points à revoir est peut-être précisé sur la page de discussion.
- Les titres sont pré-formatés par le logiciel. Ils ne sont ni en capitales, ni en gras.
- Le texte ne doit pas être écrit en capitales (les noms de famille non plus), ni en gras, ni en italique, ni en « petit »…
- Le gras n'est utilisé que pour surligner le titre de l'article dans l'introduction, une seule fois.
- L'italique est rarement utilisé : mots en langue étrangère, titres d'œuvres, noms de bateaux, etc.
- Les citations ne sont pas en italique mais en corps de texte normal. Elles sont entourées par des guillemets français : « et ».
- Les listes à puces sont à éviter, des paragraphes rédigés étant largement préférés. Les tableaux sont à réserver à la présentation de données structurées (résultats, etc.).
- Les appels de note de bas de page (petits chiffres en exposant, introduits par l'outil «  Source ») sont à placer entre la fin de phrase et le point final[comme ça].
- Les liens internes (vers d'autres articles de Wikipédia) sont à choisir avec parcimonie. Créez des liens vers des articles approfondissant le sujet. Les termes génériques sans rapport avec le sujet sont à éviter, ainsi que les répétitions de liens vers un même terme.
- Les liens externes sont à placer uniquement dans une section « Liens externes », à la fin de l'article. Ces liens sont à choisir avec parcimonie suivant les règles définies. Si un lien sert de source à l'article, son insertion dans le texte est à faire par les notes de bas de page.
- La présentation des références doit suivre les conventions bibliographiques. Il est recommandé d'utiliser les modèles {{Ouvrage}}, {{Chapitre}}, {{Article}}, {{Lien web}} et/ou {{Bibliographie}}. Le mode d'édition visuel peut mettre en forme automatiquement les références.
- Insérer une infobox (cadre d'informations à droite) n'est pas obligatoire pour parachever la mise en page.

Pour une aide détaillée, merci de consulter Aide:Wikification.
Si vous pensez que ces points ont été résolus, vous pouvez retirer ce bandeau et améliorer la mise en forme d'un autre article.
Jamal Khalil né le 27 septembre 1955 à Casablanca, est un sociologue marocain et professeur émérite de sociologie à l'université Hassan II Aïn Chock Casablanca.
Lauréat de l’Institut de Sociologie de l’Université des Sciences et Techniques de Lille I, Jamal KHALIL est professeur émérite de sociologie à l’Université Hassan II de Casablanca (UH2C). Ses domaines de recherche incluent la culture, l'art, la migration, la santé, le handicap, la précarité, l'exclusion, la violence, le genre et la sexualité. Il est l'auteur d'une quinzaine d'ouvrages et de plusieurs articles référencés.
Il a enseigné divers modules de sociologie dans plusieurs établissements universitaires, notamment : sociologie de la santé, sociologie urbaine, mobilité sociale, sociologie du genre, méthodologies des sciences sociales, méthodes quantitatives et qualitatives, analyse des bases de données, histoire des idées et histoire des sciences. Il a encadré plusieurs thèses en socio-anthropologie et enseigné l'analyse qualitative et quantitative auprès de différentes cohortes d'étudiants. Il a dirigé des recherches portant sur les stratifications sociales et les habitudes de classe à Casablanca auprès de 2086 personnes, ainsi que sur les plaintes et requêtes des prisonniers pour l’Observatoire Marocain des Prisons (300 personnes). Il a également mené une expertise pour l’Institut de la Banque Mondiale concernant la pauvreté et l’analphabétisme dans les préfectures de Bernoussi/Sidi Moumen, Médiouna et Mers Sultan/Al Fida (2300 personnes). Par ailleurs, il a réalisé une étude sur la précarité au Maroc pour l’Entraide Nationale et participé à une recherche pour la Banque Africaine de Développement sur les transferts de migrants depuis la France vers le Maroc, le Sénégal, le Mali et les Îles Comores (400 personnes). Il a aussi réalisé une enquête qualitative sur l‘informel et la Joutia de Derb Ghallef pour la CGEM et une étude sur l’argent du social pour le CESEM.
Depuis plus de quinze ans, il intervient en entreprise en tant que consultant et formateur. En parallèle de ses interventions universitaires sur des thématiques sociales, il a également donné des conférences pour des organismes privés et publics sur des sujets liés au management, à l’organisation, à l’espace, au développement personnel et aux nouvelles technologies. Il a participé à l’élaboration de conventions pour des entreprises nationales et multinationales, et conçu des formations pour les acteurs associatifs, les associations de PME/PMI, ainsi que pour les travailleurs sociaux dans le cadre de l’INDH. Par ailleurs, il a collaboré à divers projets pour des ONG nationales et internationales, notamment en ingénierie de formation et développement.
Musicien et homme de théâtre, il a créé et animé, de 1987 à 1997, l’Atelier de Recherches Théâtrales et Musicales à la Faculté des Lettres et des Sciences Humaines Aïn Chock (FLSHAC). Il a dirigé le Forum de la Créativité de l’Étudiant et le Cré’Art à l’Université Hassan II de Casablanca (UH2C) de 1998 à 2012. Il a également contribué à l’élaboration du projet du Grand Théâtre de Casablanca (Cas’Art). En tant qu’acteur associatif de longue date, il s’est impliqué dans diverses initiatives liées au développement social et culturel de la ville.
- Membre fondateur et ancien chef du Département de Sociologie de Casablanca (2014).
- Membre fondateur du Centre Marocain des Sciences Sociales (CM2S. 2004)
- Membre fondateur du Master Genre Société et culture
- Membre fondateur du Master Institutions et Organisations Sociales.
- Vice-Doyen chargé des affaires culturelles à l’UH2C (2008-2012)
- Vice-Doyen chargé de la Recherche et de la Coopération à la FLSHAC (2013-2021)
- Directeur du Centre des études Doctorales  Cedoc SHS à la (2013-2014)
- Directeur de la formation continue à la FLSHAC (2006-2021)
- Directeur de la formation à la Fédération des sociétés d’assurance et de réassurance (2000-2001)
- Directeur de formation à la Fédération des Associations des Jeunes Entrepreneurs du Maroc (1995-1997)
- Vice-Président de la Fondation des Arts Vivants. Depuis 2005.
- Président de l’Association Marocaine des ” Rebirthers (NAFS ). Depuis 2003.
- Vice-Président de l’Association Marocaine pour l’Ingénierie de Formation (A.M.I.F) 2000.
- Membre de l’Association Marocaine Universitaire de Santé Sexuelle (AMUSS).
- Membre du comité de lecture des éditions «La Croisée des Chemins» depuis 2018.
- Fondateur de plusieurs associations culturelles à Casablanca et à Lille depuis 1971:
- Maqam(art et culture), Newa (théâtre et musique), Arkane (arts plastiques), Atlas (Culture et sport)….

## Liste de publications
- Analyse Longitudinale et transversale de l’entretien[3] Maison Rayan d’Édition et de Distribution,  (ISBN 978-9920-9081-1-5)
- La réinterprétation des modèles culturels et religieux des natifs et des migrants de Timiderte, un village de la vallée du Dra’a, Maison Rayan d’Édition et de Distribution,  (ISBN 978-9920-9081-0-8)
- Handicap et Espace[4] Sous la direction de Sana Benbelli, Jamal Khalil, Maria Fernanda Arentsen et Florence Faberon. Éditions UCA Handicap et Citoyenneté,  (ISBN 978-2-9575362-3-8)
- Migration féminine à Casablanca entre autonomie et précarité[5] Coordination: Leila Bouasria, Editions la Croisée des Chemins.  (ISBN 978-9920-769-51-8) 2020.
- Sociologie, sociologues, Maroc. So What ?[6] Maison Rayan d’Edition et de Distribution.  (ISBN 978-9-9206-5702-0). 2019.
- Le handicap : Représentations et perceptions des personnes en situation de handicap au Maroc[7]. Maison Rayan d’Édition et de Distribution.  (ISBN 978-9-9817-2052-7). 2018.
- Être déficient visuel à l’Université Hassan II de Casablanca, Maison Rayan d’Édition et de Distribution. Collection étude.  (ISBN 978-9-9817-2051-0). 2018.
- Le questionnaire en question, Collaboration Abdallah Zouhairi. Maison Rayan d’Édition et de Distribution.  (ISBN 978-9981-72-049-7). 2017.
- L’héritage des femmes[8] Sous la direction de Siham Benchekroun. Empreinte Maison d’édition.  (ISBN 978-9954-38-790-0). 2016.
- Profils d'enfants déscolarisés : vivre la déscolarisation, Casablanca, Editions La croisée des Chemins, 2015, 108 p. (ISBN 978-9-9541-0533-7)
- Perception de la violence à Casablanca[9]. Éditions La croisée des Chemins.  (ISBN 978-9954-1-0461-3). 2014.
- Les précarités aux Maroc: Concept et typologie. En collaboration avec Soumaya et Chakib Guessous. Édité par l’Entraide Nationale. 2008.